# L'enigma Juggernaut
 L'enigma Juggernaut  (Juggernaut) és un thriller britànic dirigit per Richard Lester el 1974. Ha estat doblada al català.

## Argument
Mentre que el paquebot Britannic  comença un creuer havent de portar-lo d'Anglaterra als Estats Units, un home que es fa dir « Juggernaut » (Freddie Jones) telefona a Nicolas Porter (Ian Holm), director de la Sovereign Lines a qui pertany el Britannic  per anunciar-li que ha col·locat diverses bombes a bord. Després d'una petita explosió sobre el pont del vaixell destinada a provar que és seriós, Juggernaut exigeix un fort rescat per tal de donar temps de desactivar les bombes. Sent el temps execrable, no hi ha cap esperança de posar els bots al mar. No podent acceptar el comandant del Britannic  (Omar Sharif) el pagament del rescat per les autoritats, haurà d'acollir a bord un equip de desactivadors de mines llençat en paracaigudes en alta mar. El cap dels desactivadors de mines, Fallon (Richard Harris), home exuberant i estrambòtic però molt competent, xocarà amb el comandant de resultes de la defunció del seu millor home i amic, Charlie (David Hemmings), en la temptativa de desactivació d'una de les bombes. Mentre que la tripulació i els passatgers encara que terroritzats intenten de guardar les aparences, Fallon superat per la complexitat dels artefactes demana ajuda a distància a un vell amic, Sid Buckland, antic desactivador de mines com ell. L'hora fatal s'apropa i els passatgers es preparen a embarcar en els bots malgrat els riscos. Durant aquest temps, la policia, arribada a casa de Buckland s'adona que Juggernaut i ell són la mateixa persona. El porten llavors per tal de parlar amb Fallon que ha aconseguit aïllar el cor de la bomba. Únicament Juggernaut pot ajudar Fallon a salvar l'última etapa de la desactivació. Malgrat la seva amistat i les seves oracions, Juggernaut indica a Fallon un mal mètode però aquest, suspicaç, en l'últim segon, tria ell mateix i així salva la seva vida, el vaixell i els seus ocupants.

## Repartiment
- Richard Harris: Tinent Cmdr. Anthony Fallon
- Omar Sharif: Alex Brunel, Cmdt. del Britannic
- David Hemmings: Charlie Braddock
- Anthony Hopkins: L'inspector John McLeod
- Shirley Knight: Barbara Bannister
- Ian Holm: Nicolas Porter, director de la Sovereign Lines
- Roy Kinnear: El director social Curtain
- Jack Watson: Mallicent, cap de mecànics del Britannic
- Roshan Seth: Azad
- Freddie Jones: Sid Buckland, el 'Juggernaut'
- Clifton James: Corrigan
- Caroline Mortimer: Susan McLeod
- Mark Burns: Hollingsworth
- John Stride: Hughes
- Julian Glover: Comandant Marder
- Kenneth Colley: Detectiu Brown
- Doris Nolan: Sra. Corrigan